# Kasteel van Kortenbos

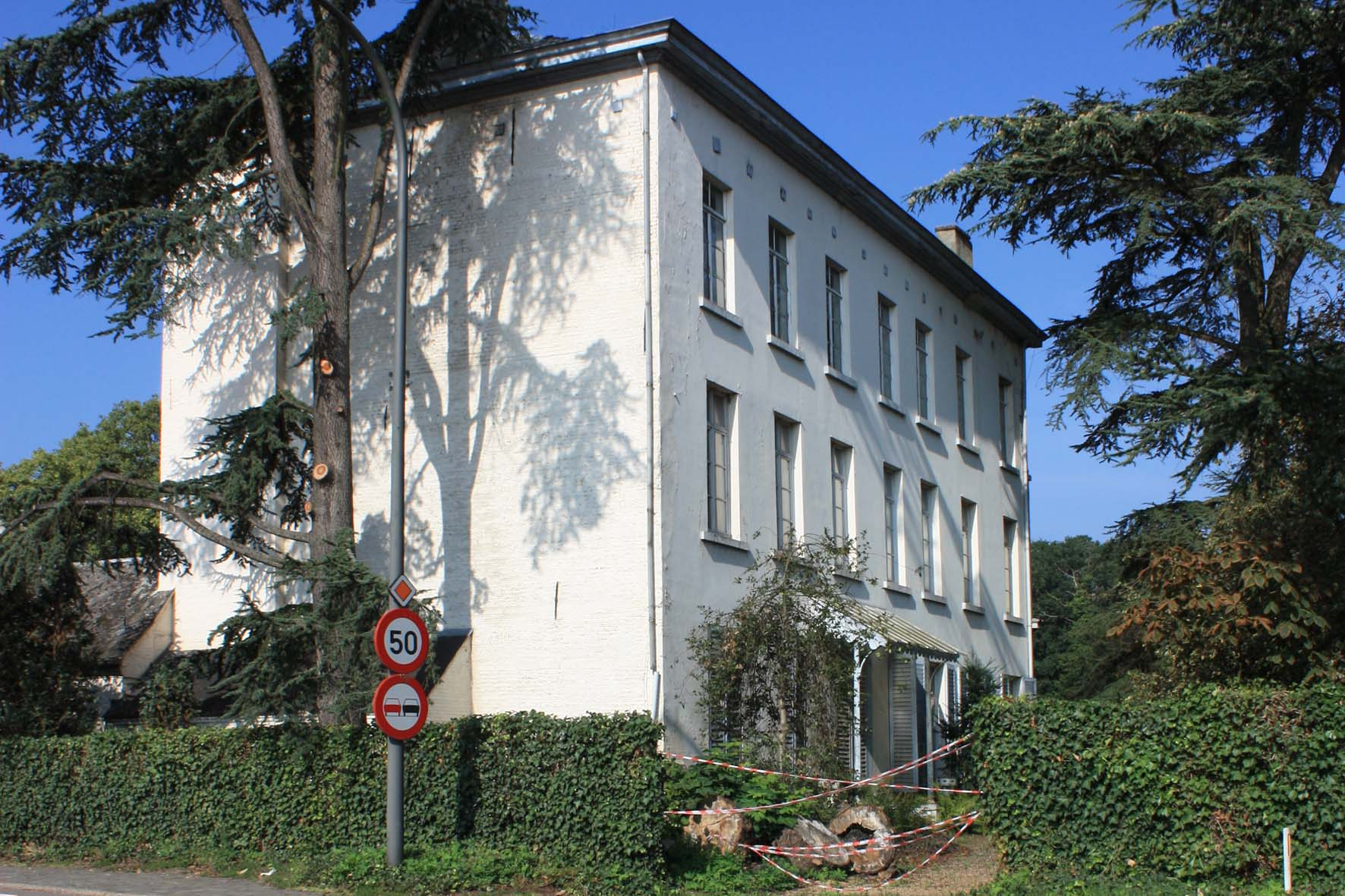
Kasteel van Kortenbos / De Groeten Engel

Het Kasteel van Kortenbos, ook bekend als Hotel de Groete Engel, is een kasteelachtige gesloten hoeve aan Hasseltsesteenweg 448 te Kortenbos.

## Geschiedenis
Het geheel werd gebouwd in 1641 en was bedoeld voor de opvang van pelgrims. Het is dan ook gelegen naast de basiliek. In 1646 werd het gekocht door de Abt van de Abdij van Averbode. Het werd toen gebruikt als rectoraat, terwijl er ook een brouwerij en een bakhuis aanwezig was. In 1694 brandde het uit, maar werd heropgebouwd, waarbij tevens een nieuwe vleugel werd toegevoegd. In 1728 werd het geheel voorzien van een schuur, stallen en een inrijpoort met daarbovenop een duiventil. Tussen 1768 en 1791 werd het omliggende park uitgebreid.
In 1798 kwam het goed aan particulieren. Van 1903-1914 was het echter in gebruik bij uit Caen afkomstige Benedictinessen, welke als gevolg van de seculariseringspolitiek uit Frankrijk moesten verdwijnen.
In 1981 werden de gebouwen en de omgeving beschermd als monument respectievelijk dorpsgezicht. Bram Bogart werkte hier een aantal jaren.

## Heden
Het betreft een aantal gebouwen die om een rechthoekige, gekasseide binnenplaats staan. In het zuiden is er het poortgebouw met duiventil (1728), voorzien van het wapenschild van de Abt Vanden Panhuysen. Ten oosten hiervan bevindt zich het rectoraat met een kern uit de 17e eeuw, doch later in neoclassicistische trant verbouwd. Hier op vindt men het wapenschild van de familie Thyssen, eigenaars sinds 1914. Westelijk hiervan een tweede poortgebouw, dat in de 20e eeuw werd gebouwd en uitkijkt op het park.
De stallen in de zuidvleugel hebben mogelijk een 17e-eeuwse kern, maar werden in de 2e helft van de 19e eeuw ingrijpend verbouwd. De dwarsschuur is van 1728.
Buiten het erf is er nog een prieeltje te vinden, dat in de 20e eeuw werd opgericht met gebruikmaking van ouder materiaal.
Het geheel is omringd door een park.